# 墾丁氣象雷達站

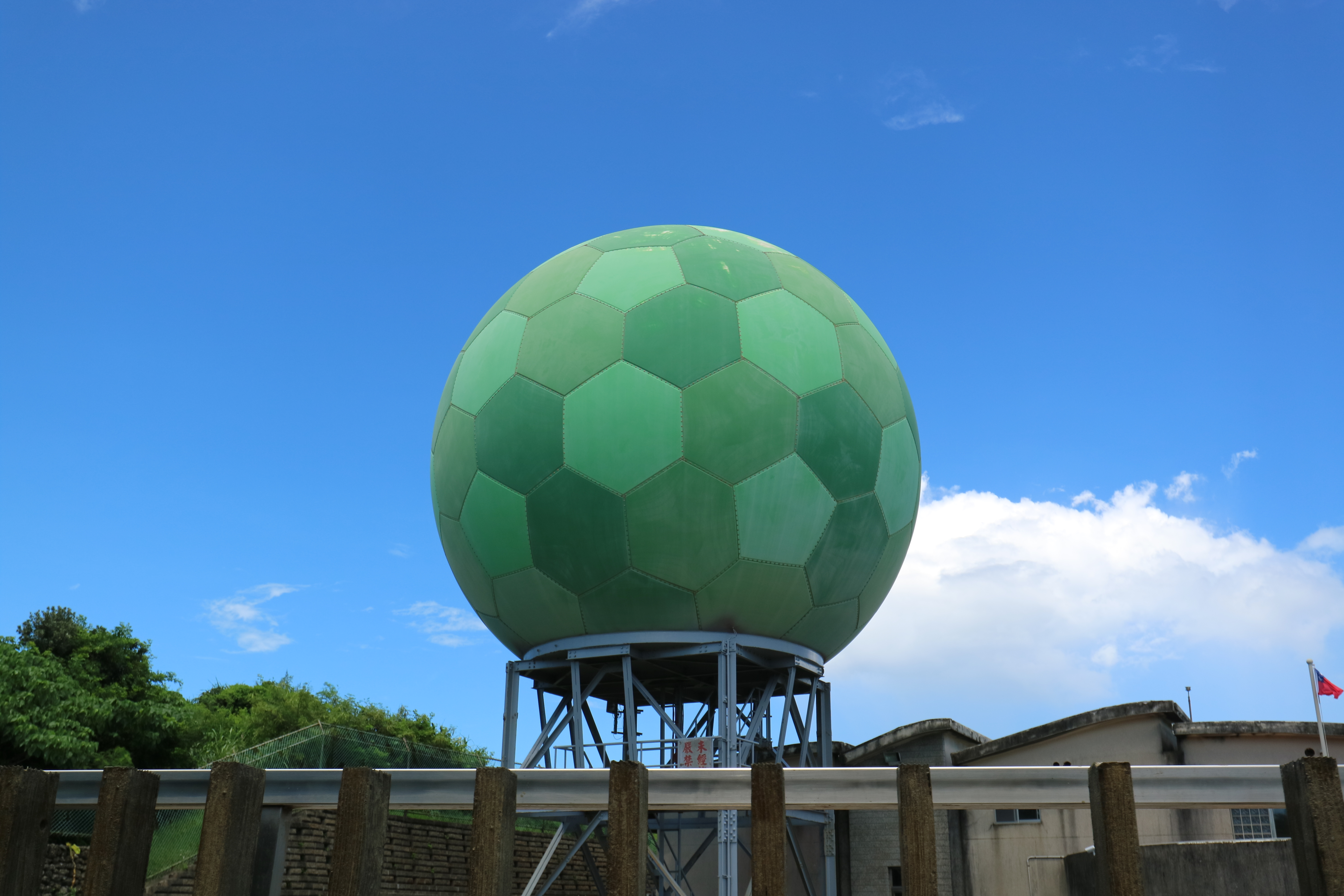
墾丁氣象雷達站雷達罩

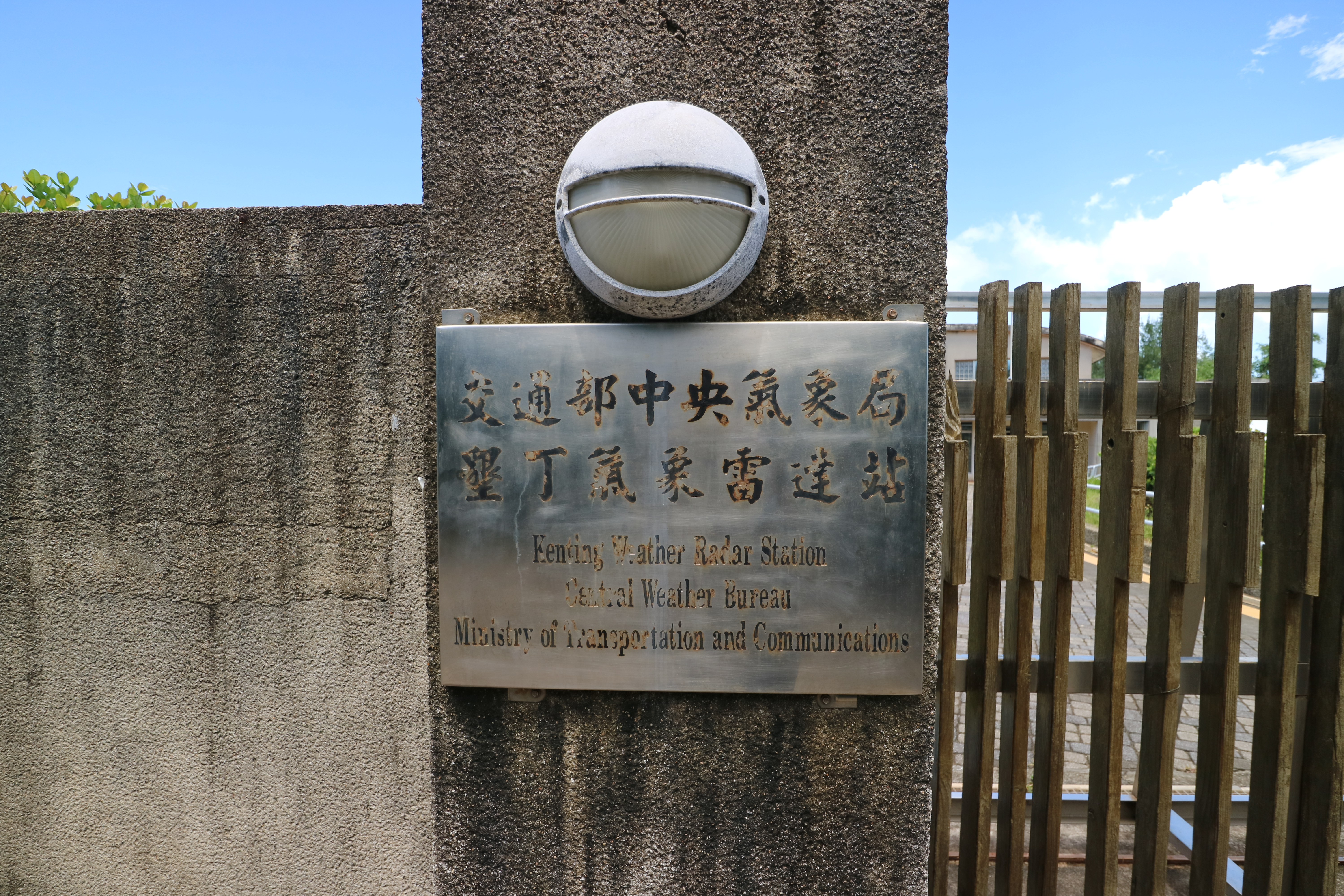
墾丁氣象雷達站門牌

墾丁氣象雷達站位於臺灣屏東縣恆春鎮鵝鑾鼻，為交通部中央氣象署轄下的二等氣象雷達測報機構，雷達代號為：RCKT，也是臺灣本島最南端的氣象測報機構。中央氣象署轄下的氣象雷達，雷達罩外觀均為白色，綠色則多為中華民國國軍轄下的軍事雷達，唯一例外就是墾丁氣象雷達站，為中央氣象署為配合鵝鑾鼻當地景觀所設計，因特殊顏色及外觀，常被來訪鵝鑾鼻之遊客戲稱為「哈密瓜」。

## 沿革
在墾丁氣象雷達站興建之前，臺灣已有新北市瑞芳區的五分山氣象雷達站、花蓮市的花蓮氣象雷達站，以及高雄市壽山的高雄氣象雷達站等三座，但是侵襲臺灣的颱風其路徑模式大多來自臺灣東南部海面而來，原有的三座氣象雷達站無法完全涵蓋颱風路徑的暴風圈範圍，使得觀測資料不完整而難以準確預報颱風。
針對臺灣各地氣象雷達之配置，1991年2月中央氣象局首先邀集國內學術單位與專家討論，同年12月再邀請國外氣象學者於墾丁凱薩飯店召開「雷達網連研討會」，會議結論表示，除了建議將計有高雄壽山的高雄氣象雷達站遷移至臺南七股以外，並建議於屏東縣恆春鎮墾丁增設一座氣象雷達站，如此一來臺灣全島即可完全涵蓋到都卜勒氣象雷達之偵測範圍內。
因此中央氣象局在1998年9月於鵝鑾鼻燈塔南方動工興建墾丁氣象雷達站，該雷達站採用一部德國製METEOR 1000S型都卜勒氣象雷達。相較於臺灣其他三座都卜勒氣象雷達有15公尺高，墾丁氣象雷達塔的高度，受限於後方鵝鑾鼻燈塔距離過近，為避免因為氣象雷達站造成燈塔光線被遮蔽，所以墾丁雷達站的高度只有6公尺。除此之外也因坐落在墾丁國家公園內，為顧及環境景觀，因此雷達罩迎合當地環境漆成迷彩綠色，為中央氣象局轄下的氣象雷達中，雷達罩唯一漆成綠色的雷達站。
墾丁氣象雷達站於2000年1月16日掛牌成立，2001年11月1日起都卜勒氣象雷達試運轉完成，開始全天候天氣測報作業，成為臺灣本島最南端的氣象雷達觀測站，墾丁氣象雷達站可以觀測半徑460公里內的雷達回波，並依回波特性進行氣象變化分析。

## 站體結構
墾丁氣象雷達站坐落在海拔高度32公尺的鵝鑾鼻燈塔南端，都卜勒氣象雷達採鋼構雷達塔，天線喇叭口海拔高度40.85公尺。

## 編制
墾丁氣象雷達站依中央氣象署二等氣象雷達站編制，設有主任1人，職員7人，作業方式採三班制、24小時輪班，其中機務席位共6人，工友1人。

## 觀測項目

### 氣象雷達觀測
都卜勒氣象雷達的即時觀測，提供回波場、徑向速度場、波譜場等原始資料。

### 氣象雷達維護
氣象雷達每日需執行檢查並紀錄各項參數值，以觀察雷達性能之變化；於每年年終會將雷達停機檢查，並徹查雷達各單元，依每日檢查結果所得雷達性能變化，視需要調校各項參數，使雷達處於最佳性能狀態。另同時也須進行雷達保養工作，包含每月保養，清潔天線及軸承座、檢測雷達輸出功率及校準雷達系統時鐘，以及年終雷達停機保養，徹底清潔保養雷達各單元並適時汰換老舊零件。

## 外部連結
- （繁體中文）交通部中央氣象署 墾丁氣象雷達站 （页面存档备份，存于）